# Maja Weber (Journalistin)
Maja Weber (* 4. Juni 1976 als Maja Radulović in Laupheim) ist eine deutsche Journalistin und Fernsehmoderatorin.

## Werdegang
Maja Weber besuchte das Wieland-Gymnasium in Biberach an der Riß und machte dort auch ihr Abitur. Anschließend studierte sie ab Herbst 1995 an der Johannes Gutenberg-Universität in Mainz Romanistik und Komparatistik. 1997/1998 verbrachte sie ein Studienjahr an der Universität in Bologna und befasste sich mit Italianistik. Nach ihrer Rückkehr nach Deutschland nahm Weber ab Herbst 1998 an der Universität in Osnabrück den Magisterstudiengang der Europäischen Studien auf. 2001/2002 studierte sie an der Universität Paris III und erlangte dort den französischen Magisterabschluss Maîtrise en Études Européennes. Nachdem sie 2005 auch ihr deutsches Magisterstudium abgeschlossen hatte, arbeitete sie als Dolmetscherin und Sprachtrainerin.
Maja Weber machte 2006 ihr erstes journalistisches Praktikum beim NDR in Osnabrück. Im selben Jahr begann sie als freie Journalistin für die Neue Osnabrücker Zeitung Artikel zu verfassen und arbeitete als Reporterin für das Regionalstudio Osnabrück des NDR. Sie schrieb für Nachtkritik.de sowie für die Monatszeitschrift Theater der Zeit. Von 2008 bis 2009 war sie als Volontärin bei der Neuen Osnabrücker Zeitung festangestellt. Von 2009 bis 2010 absolvierte sie beim NDR ein Programmvolontariat. Ab 2010 produzierte sie als freie Mitarbeiterin Fernsehbeiträge für die NDR-Sendungen DAS!, NDR aktuell, Kultur Journal und ZAPP. Von 2010 bis 2011 war sie auch für den deutsch-französischen Kultursender Arte als Reporterin tätig. Ab Juli 2012 bis Dezember 2015 moderierte sie für die ARD das Medienressort auf Tagesschau24. 2015 und 2016 war sie als Nachrichtenmoderatorin für das Hörfunkprogramm NDR Kultur im Einsatz.
Für das ZDF moderiert sie seit 2016 neben anderen Kollegen die Nachrichtenformate heute und heute Xpress, die auf den Kanälen von ZDF und ZDFinfo und im Internet verbreitet werden. Seit 2019 engagiert sich Maja Weber bei der Reporterfabrik, einer Journalistenschule im Netz mit dem Recherchezentrum Correctiv als Träger, und beteiligt sich an verschiedenen Workshops u. a. als Referentin. Von 2022 bis 2023 moderierte Weber die Sendung Phoenix der Tag beim Fernsehsender Phoenix. Seit April 2024 moderiert sie die ARD-Infonacht bei NDR Info.
Maja Weber ist verheiratet, hat ein Kind und lebt in Hamburg.

## Auszeichnungen
- Der Große Immobilien-Kompass 2008, den sie zusammen mit 83 Kolleginnen und Kollegen zusammengestellt hatte, wurde im selben Jahr mit dem Deutschen Journalistenpreis in der Kategorie Immobilienwirtschaft unter Sonderpreis Recherche ausgezeichnet.[1][2]